# Евреинов, Сергей Дмитриевич
Сергей Дмитриевич Евреинов (10 октября 1869, Тульская губерния — 1931, Москва) — самарский и ярославский губернатор.

## Биография
Родился 10 октября 1869 года в старинной дворянской семье. Детство Сергея прошло в родовом имении матери, которое находилось в Богородицком уезде Тульской губернии (250 десятин).
В 1889 году поступил в Санкт-Петербургскую духовную академию и окончил её в 1893 году со званием действительного студента.

### Служба
14 января 1893 года поступил на службу в Государственную канцелярию в чине губернского секретаря, с причислением к департаменту гражданских и духовных дел. 10 марта того же года был назначен для участия в работе комиссии по сбору материалов, освещающих историю Государственной канцелярии за 1820—1892 годы.
Карьера чиновника в Государственной канцелярии у Сергея Дмитриевича началась с замещения должности библиотекаря по случаю его отсутствия в канцелярии с 17 сентября 1893 года. 1 февраля 1894 года был назначен помощником делопроизводителя 1-го департамента канцелярии. 13 февраля 1896 года «за выслугу лет» Евреинов получил чин коллежского секретаря одновременно с серебряной медалью в память об императоре Александре III.
8 апреля 1896 года был командирован в состав временного отделения Министерства юстиции, образованного в Москве по случаю коронования Николая II и Александры Фёдоровны. За эту работу он был награждён памятной медалью.
8 июля 1896 года Евреинову позволили принять и носить орден Бухарской золотой звезды 3-й степени.
1 июня 1897 года получил назначение на службу младшим делопроизводителем канцелярии Варшавского генерал—губернатора и 600 рублей на переезд. 2 апреля 1899 года «за выслугу лет» получил чин титулярного советника. С 1 октября 1899 года Евреинов стал чиновником без содержания (но со служебными правами и с прикреплением к 1-му делопроизводству канцелярии) при Варшавском генерал-губернаторе.
В 1898 году Евреинов был награждён орденом св. Станислава 3-й степени.
В 1895 году женился на Екатерине Ивановне Унковской (1873—1935) была дочерью адмирала. Состояние отца позволило ей купить небольшое имение в Тарусском уезде Калужской губернии площадью в 400 десятин.
Получив 1 апреля 1902 года «за выслугу лет» чин коллежского асессора, уволился из Варшавского генерал-губернаторства и 17 июня 1902 года был назначен кандидатом к земским начальникам при Тарусском уездном съезде Калужской губернии.
1 июля 1904 года Сергей Дмитриевич был оставлен «за штатом» и жил в своем имении, а с 22 января был причислен к министерству внутренних дел.
22 апреля 1906 года «за выслугу лет» был произведен в надворные советники. С 5 февраля по 7 мая 1908 года состоял в московском отделении Крестьянского поземельного банка с причислением к министерству финансов.
Ввиду утверждения Евреинова 8 февраля 1908 года калужским губернатором в должности уездного предводителя дворянства, он уволился из банка.
6 декабря 1909 года Сергей Дмитириевич получил орден св. Владимира 4-й степени.
10 ноября 1911 года решением уездного тарусского дворянства срок пребывания Евреинова на посту уездного предводителя дворянства был продлён на три года. На этом посту он был награждён светло-бронзовыми медалями в честь 100-летия Отечественной войны 1812 года, а также в честь 300-летия дома Романовых, которую он получил 21 февраля 1913 года.
9 января 1914 года назначен бессарабского вице-губернатора. На этом посту приложил немало трудов по сооружению памятника императору Александру I в Кишинёве. За этот памятник он получил Высочайшее благоволение 3 июня 1914 года и одновременно был награждён придворным званием камер-юнкера. Стал коллежским советником 16 июня 1914 года.
С началом Первой мировой войны 30 августа 1914 года был откомандирован бессарабским губернатором в распоряжение главнокомандующего армиями Юго-Западного фронта и военного генерал-губернатора. На плечи Сергея Дмитриевича были возложены серьёзные заботы по обеспечению армии, проведение мобилизации и эвакуации жителей.

### Губернатор
В 1914—1915 годах Евреинов исполнял обязанности черновицкого и перемышльского губернатора, на австро-венгерской территории, занятой русскими войсками в ходе наступления. Прекрасно справившегося с такими нелёгкими поручениями Евреинова произвели 1 января 1915 года «за отличие» в чин статского советника.
12 февраля 1915 года Евреинова наградили светло-бронзовой медалью за успешные труды по проведению мобилизации в 1914 году.
6 июля 1915 года Сергей Дмитриевич получил назначение на пост «исправляющего должность» самарского губернатора. До получения чина действительного статского советника он мог только исполнять обязанности губернатора, официально таковым не считаясь. На этой должности Евреинова утвердил министр внутренних дел Н. Г. Щербатов. Новый самарский губернатор прибыл 16 августа в Самару пароходом акционерной компании «Самолёт» (одной из трёх самых крупных на Волге).
В Самаре он ничего особенного сделать не успел, так как был губернатором всего 2 месяца. Уход Евреинова с должности мотивировался тяжёлой болезнью. Он уехал 19 октября 1915 года в Санкт-Петербург и в Самару уже не вернулся. Чем, на самом деле, вызвано удаление из Самары, неизвестно. 20 октября, как сообщила газета «Русское слово», он, прибыв в Петроград, просил министра внутренних дел А. Н. Хвостова о «продолжительном отпуске». Вскоре, однако, приказом от 13 ноября 1915 года Евреинова назначили на должность исполняющего дела ярославского губернатора, которую он занимал до 16 октября 1916 года.

### Последние годы
Будучи по своим убеждениям монархистом, революцию встретил без энтузиазма. Он должен был эмигрировать, как и его брат и две сестры, но по каким-то обстоятельствам задержался и остался в армии до октябрьской революции. Как бывшего офицера и к тому же губернатора, его арестовали и должны были судить. Сидя в Бутырской тюрьме в 1918 году, он перенёс инсульт, в результате чего стал полным инвалидом. Его судили, но по состоянию здоровья освободили и отпустили. Его жена, Екатерина Ивановна, в это время уже жила у бабушки, в Малом Успенском переулке, куда из Бутырок перебрался и Сергей Дмитриевич.
Умер в 1931 году в возрасте шестидесяти трех лет.